# Nikola Perić
Nikola Perić (in serbo Hикола Перић?; 4 febbraio 1992) è un calciatore serbo, portiere del Força e Luz-RN.